# Province de Nong Bua Lamphu
Nong Bua Lamphu (en thaï : หนองบัวลำภู) est une province (changwat) de Thaïlande.
Elle est située dans le nord-est du pays. Sa capitale est la ville de Nong Bua Lamphu.

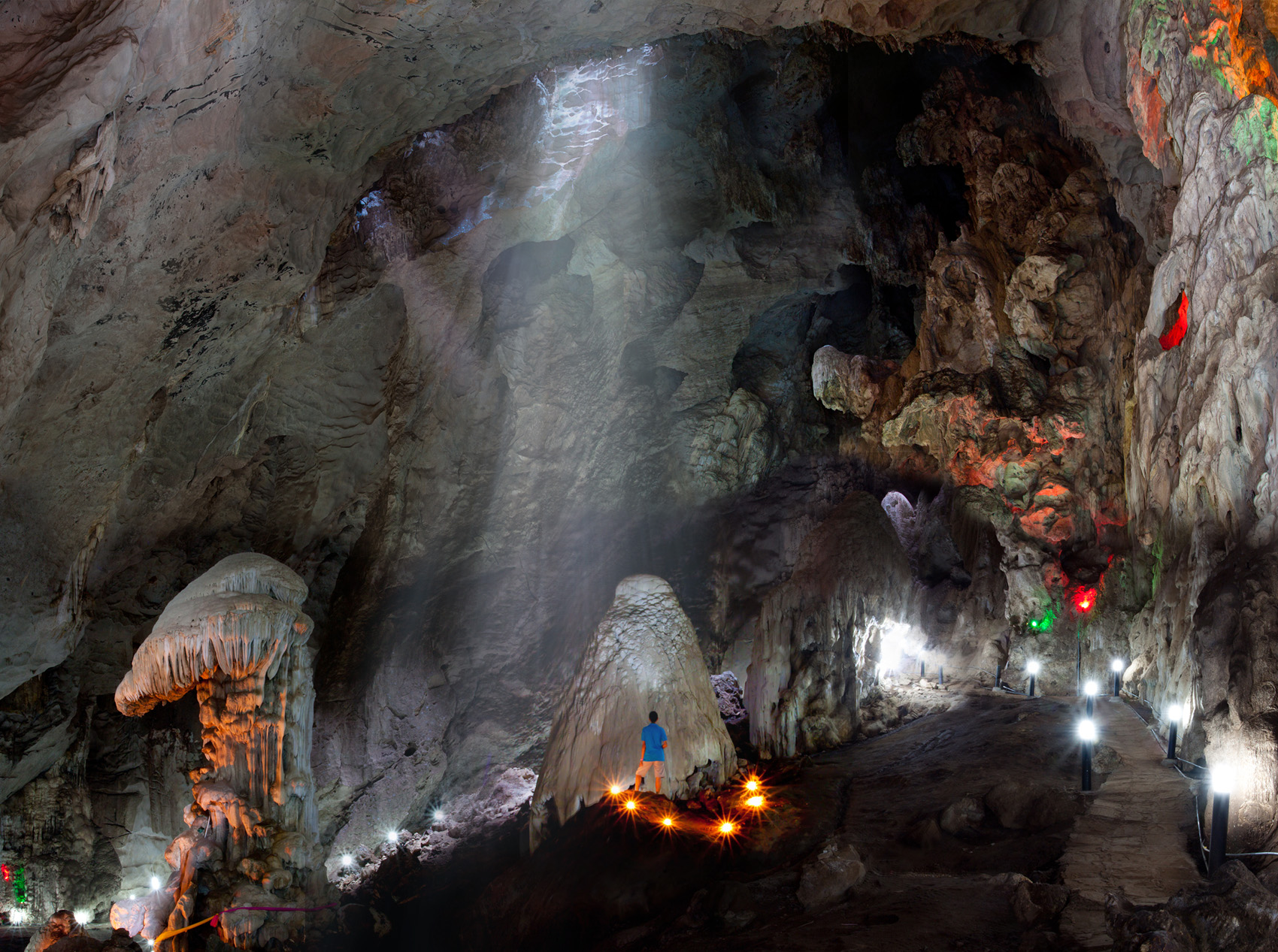
Grottes d'Erawan

## Histoire
La province a été fondée en 1993 par séparation de six districts (amphoe) de la province d'Udon Thani.

## Subdivisions

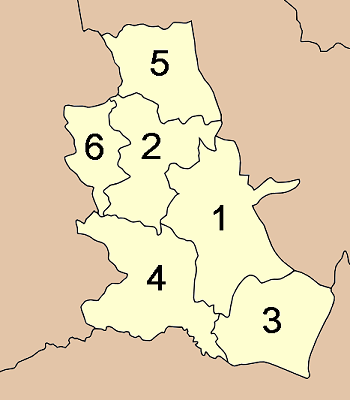
Carte des amphoe de la province de Nong Bua Lamphu.

La province de Nong Bua Lamphu est subdivisée en six districts (amphoe). Ces districts sont eux-mêmes subdivisés en 59 sous-districts (tambon) et 636 villages (muban).
Les six districts sont :
1. Mueang Nong Bua Lam Phu (130 092 habitants en 2005) ;
2. Na Klang (90 996 habitants en 2005) ;
3. Non Sang (64 172 habitants en 2005) ;
4. Si Bun Rueang (107 804 habitants en 2005) ;
5. Suwannakhuha (66 277 habitants en 2005) ;
6. Na Wang (37 316 habitants en 2005).